# Août 1853

## Événements
- Pour la première fois une corrida est présentée en France, à Bayonne, en présence de Napoléon III et de l’impératrice Eugénie.

- 6 août, France : décret impérial portant autorisation de la Compagnie du chemin de fer de Lyon à Genève.
- 17 août, France : la Compagnie du chemin de fer de Paris à Strasbourg absorbe les Compagnies du chemin de fer de Montereau à Troyes et du chemin de fer de Blesme et Saint-Dizier à Gray.

## Naissances
- 10 août : Pierre-Évariste Leblanc, lieutenant-gouverneur du Québec.
- 12 août : Auguste Delbeke, littérateur et homme politique belge († 19 décembre 1921).
- 28 août : Vladimir Choukhov, ingénieur et architecte russe.